# Nové Zámky (Křinec)
Nové Zámky (dříve též Nepokojnice) jsou vesnice, část městyse Křinec ve Středočeském kraji v okresu Nymburk.

## Historie
První písemná zmínka o vesnici pochází z roku 1543.
V počátečním období je historie Nových Zámků propojena s tvrzí Mutěnice (dříve nazývaná Nepokojnice). První zmínka o mutínských zemanech je z roku 1324.
Rok vzniku tvrze Nepokojnice není známý. V rámci dělení majetku Křineckých z Ronova v roce 1519 obdržel tvrz Nepokojnice s příslušenstvím Vilém Křinecký z Ronova. Ten roku 1538 prodal svůj díl Johance z Klinštejna. Poté zde vládli Jindřich Haugvic z Biskupic, Věnek Kordule ze Sloupna (od 1565) a Valdštejnové (od 1579). Tvrz Nepokojnici později vlastnil Karel Říčanský z Říčan. Ten tvrz zadlužil a proto přišla roku 1583 pod správu Arnošta Šlejnice ze Šlejnic. Předpokládá se, že už za Karla Říčanského byla tvrz Nepokojnice přestavěna na Nový Zámek. Po roce 1598 přešel Nový Zámek do rukou Křineckých z Ronova a v roce 1611 pak statek koupil Adam mladší z Valdštejna na Hrádku a Dymokurech. Od tohoto šlechtice koupil panství Albrecht Smiřický ze Smiřic, který se účastnil stavovského povstání a jeho majetek propadl císaři.

## Obyvatelstvo
| Rok            | 1869 | 1880 | 1890 | 1900 | 1910 | 1921 | 1930 | 1950 | 1961 | 1970 | 1980 | 1991 | 2001 | 2011 | 2021 |
| -------------- | ---- | ---- | ---- | ---- | ---- | ---- | ---- | ---- | ---- | ---- | ---- | ---- | ---- | ---- | ---- |
| Počet obyvatel | 165  | 300  | 300  | 228  | 235  | 244  | 208  | 163  | 135  | 112  | 53   | 34   | 26   | 52   | 37   |
| Počet domů     | 30   | 32   | 34   | 33   | 37   | 38   | 49   | 48   | 45   | 38   | 26   | 38   | 39   | 46   | 43   |

## Obecní správa
Při sčítání lidu v letech 1869–1910 Nové Zámky byly osadou obce Svídnice v okrese Poděbrady. V letech 1921–1979 byly samostatnou obcí, se kterým patřil nejprve do okresu Poděbrady, ale v letech 1961–1979 v okrese Nymburk. Od 1. ledna 1980 je částí městyse Křinec v okrese Nymburk.

## Galerie

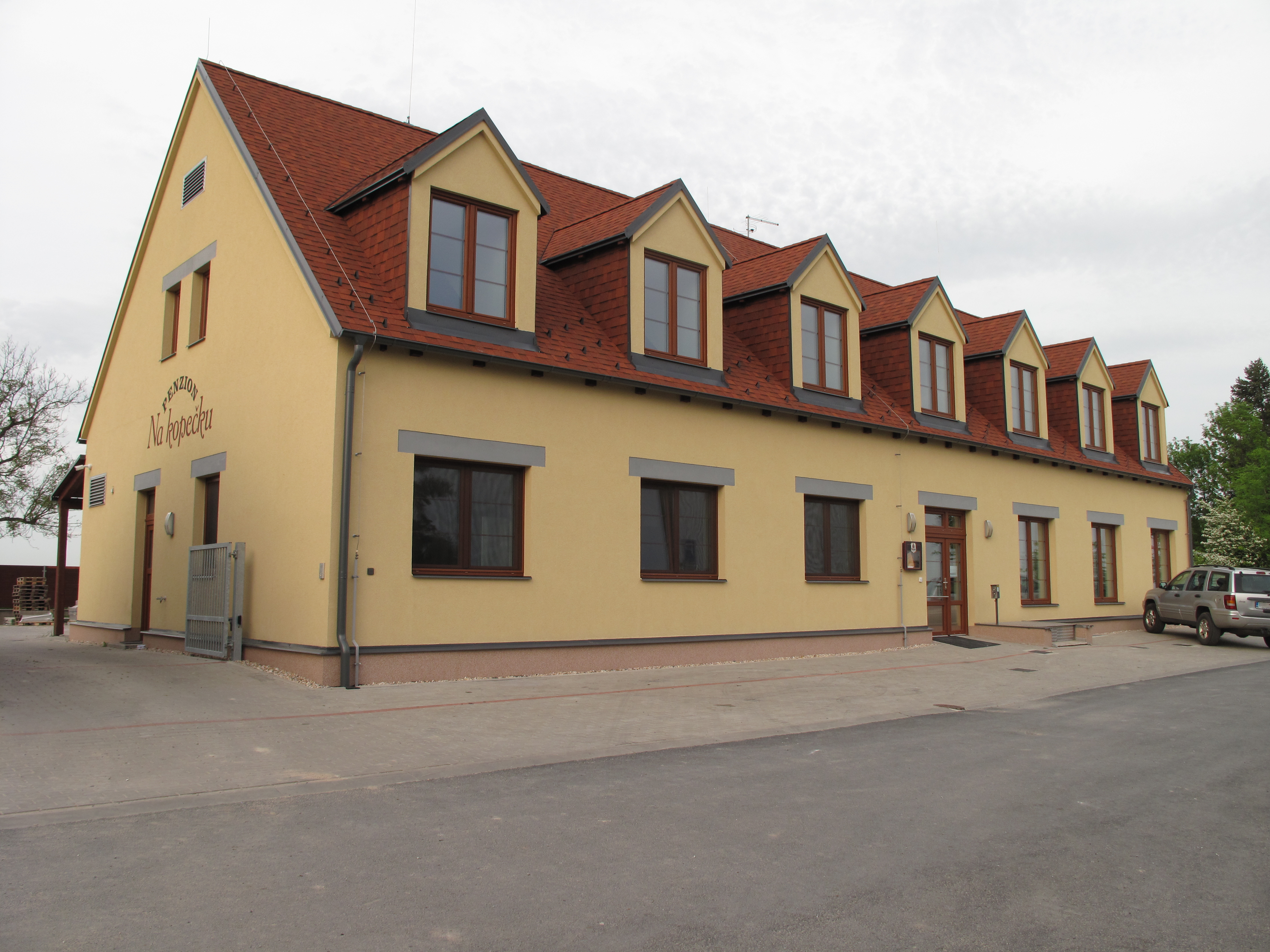
Pension
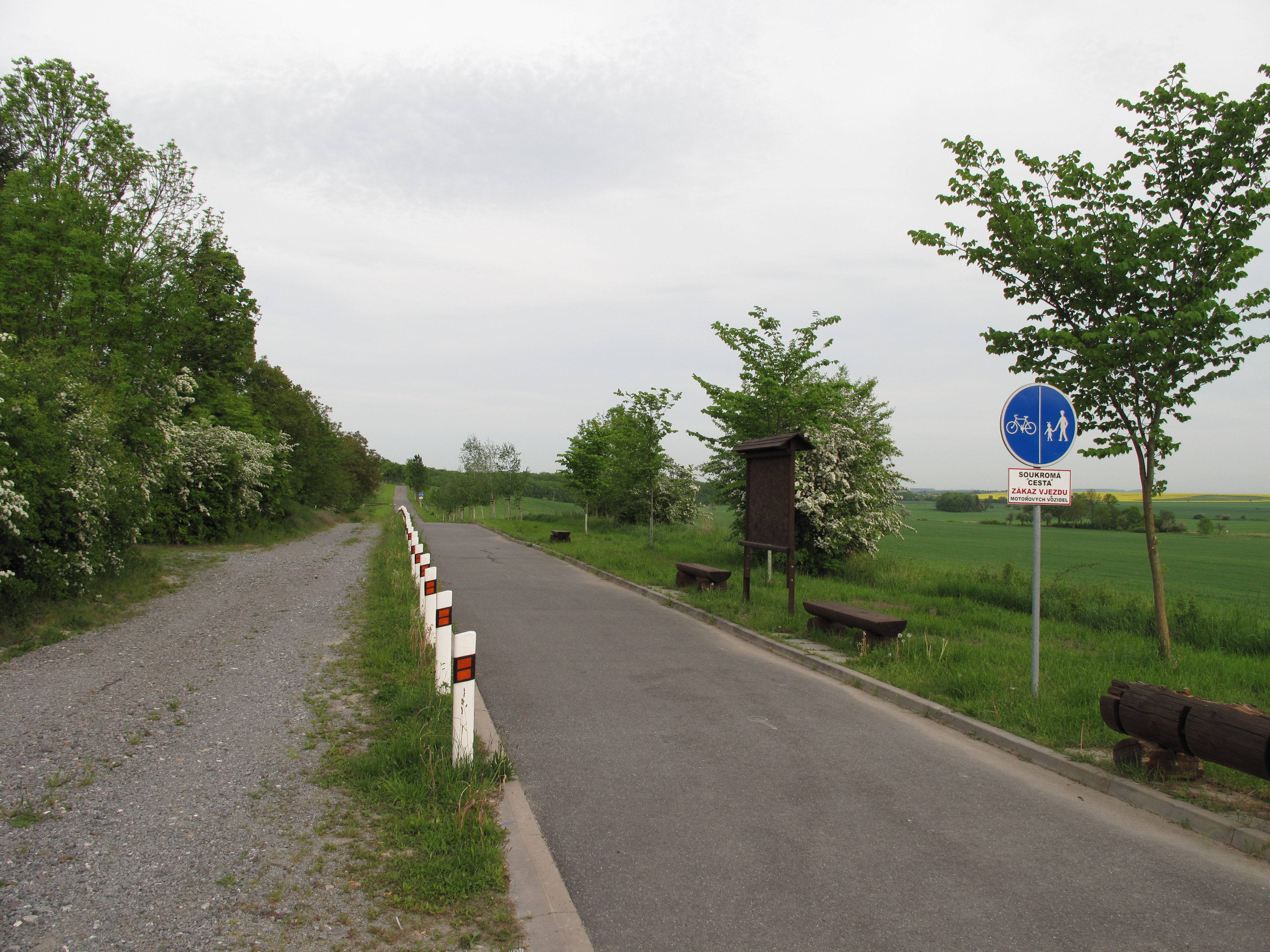
Cyklostezka
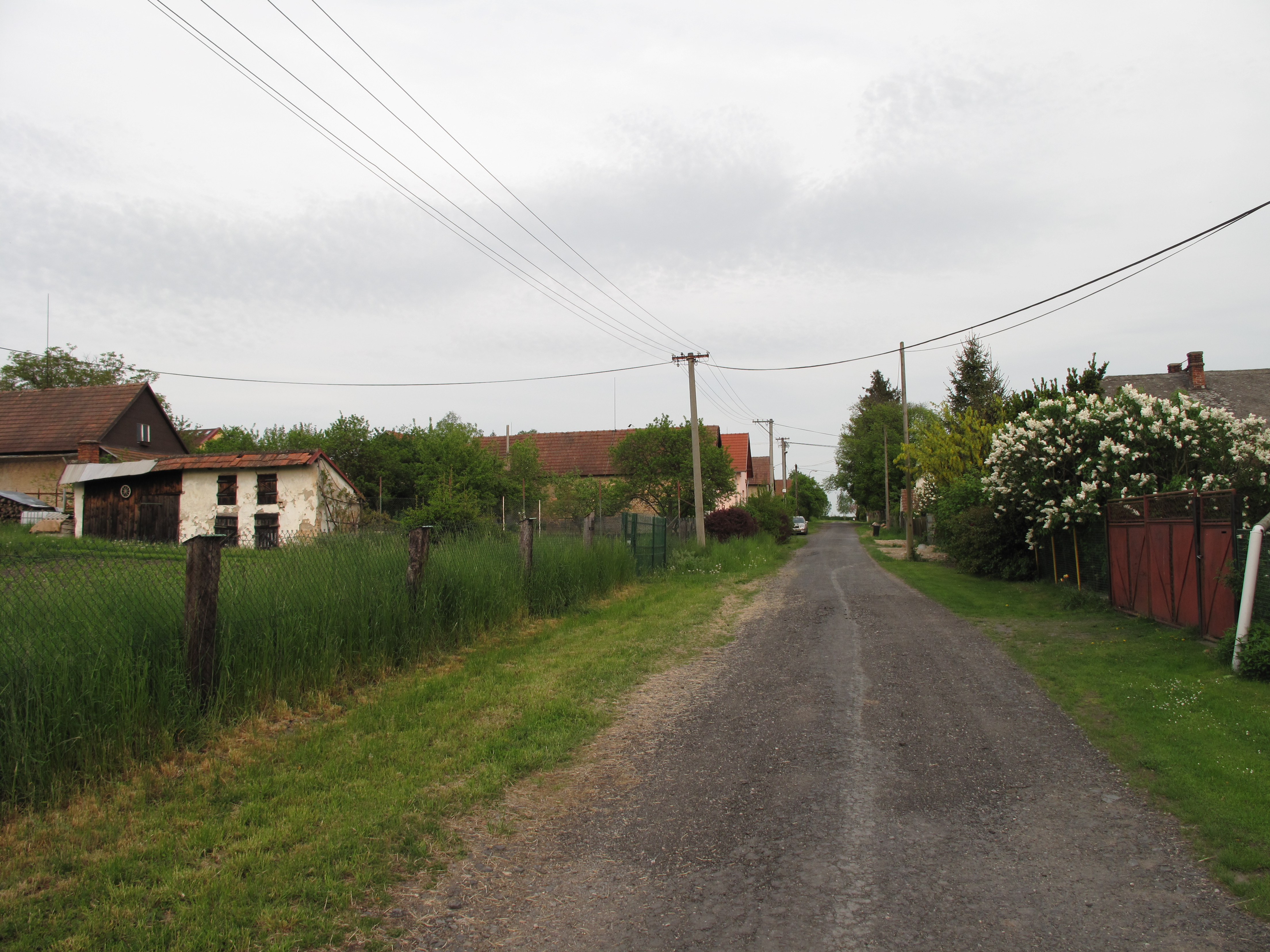
Ulice